# (21438) Camibarnett
(21438) Camibarnett est un astéroïde de la ceinture principale d'astéroïdes.

## Description
(21438) Camibarnett est un astéroïde de la ceinture principale d'astéroïdes. Il fut découvert le 20 mars 1998 à Socorro (Nouveau-Mexique) par le projet LINEAR. Il présente une orbite caractérisée par un demi-grand axe de 2,41 UA, une excentricité de 0,08 et une inclinaison de 2,7° par rapport à l'écliptique.

## Compléments